# (4618) Shakhovskoj
(4618) Shakhovskoj (1977 RJ3) – planetoida z pasa głównego asteroid okrążająca Słońce w ciągu 4,26 lat w średniej odległości 2,62 j.a. Odkryta 12 września 1977 roku.